# Motocyklowe Grand Prix Japonii
Motocyklowe Grand Prix Japonii – eliminacja Mistrzostw Świata Motocyklowych Mistrzostw Świata rozgrywana od 1963. Wyścig najczęściej jest rozgrywany na torze Motegi.

## Wyniki wyścigów w MMŚ
Różowym kolorem zaznaczone wyścigi, które nie były zaliczane do MMŚ.
| Rok  | Tor    | Moto3               | Moto3    | Moto2             | Moto2    | MotoGP           | MotoGP   |
| Rok  | Tor    | Kierowca            | Motocykl | Kierowca          | Motocykl | Kierowca         | Motocykl |
| ---- | ------ | ------------------- | -------- | ----------------- | -------- | ---------------- | -------- |
| 2023 | Motegi | Jaume Masià         | Honda    | Somkiat Chantra   | Kalex    | Jorge Martín     | Ducati   |
| 2022 | Motegi | Izan Guevara        | Gas Gas  | Ai Ogura          | Kalex    | Jack Miller      | Ducati   |
| 2021 | Motegi | Odwołany            | Odwołany | Odwołany          | Odwołany | Odwołany         | Odwołany |
| 2020 | Motegi | Odwołany            | Odwołany | Odwołany          | Odwołany | Odwołany         | Odwołany |
| 2019 | Motegi | Lorenzo Dalla Porta | Honda    | Luca Marini       | Kalex    | Marc Márquez     | Honda    |
| 2018 | Motegi | Marco Bezzecchi     | KTM      | Francesco Bagnaia | Kalex    | Marc Márquez     | Honda    |
| 2017 | Motegi | Romano Fenati       | Honda    | Álex Márquez      | Kalex    | Andrea Dovizioso | Yamaha   |
| 2016 | Motegi | Enea Bastianini     | Honda    | Thomas Lüthi      | Kalex    | Marc Márquez     | Honda    |
| 2015 | Motegi | Niccolò Antonelli   | Honda    | Johann Zarco      | Kalex    | Dani Pedrosa     | Honda    |
| 2014 | Motegi | Álex Márquez        | KTM      | Thomas Lüthi      | Suter    | Jorge Lorenzo    | Yamaha   |
| 2013 | Motegi | Álex Márquez        | KTM      | Pol Espargaró     | Kalex    | Jorge Lorenzo    | Yamaha   |
| 2012 | Motegi | Danny Kent          | KTM      | Marc Márquez      | Suter    | Daniel Pedrosa   | Honda    |

| Rok  | Tor    | 125 cm3      | 125 cm3  | Moto2          | Moto2    | MotoGP         | MotoGP   |
| Rok  | Tor    | Kierowca     | Motocykl | Kierowca       | Motocykl | Kierowca       | Motocykl |
| ---- | ------ | ------------ | -------- | -------------- | -------- | -------------- | -------- |
| 2011 | Motegi | Johann Zarco | Derbi    | Andrea Iannone | Suter    | Daniel Pedrosa | Honda    |
| 2010 | Motegi | Marc Márquez | Derbi    | Toni Elías     | Moriwaki | Casey Stoner   | Ducati   |

| Rok  | Tor    | 125 cm3          | 125 cm3  | 250 cm3          | 250 cm3  | MotoGP          | MotoGP   |
| Rok  | Tor    | Kierowca         | Motocykl | Kierowca         | Motocykl | Kierowca        | Motocykl |
| ---- | ------ | ---------------- | -------- | ---------------- | -------- | --------------- | -------- |
| 2009 | Motegi | Andrea Iannone   | Aprilia  | Álvaro Bautista  | Aprilia  | Jorge Lorenzo   | Yamaha   |
| 2008 | Motegi | Stefan Bradl     | Aprilia  | Marco Simoncelli | Gilera   | Valentino Rossi | Yamaha   |
| 2007 | Motegi | Mattia Pasini    | Aprilia  | Mika Kallio      | KTM      | Loris Capirossi | Ducati   |
| 2006 | Motegi | Mika Kallio      | KTM      | Hiroshi Aoyama   | KTM      | Loris Capirossi | Ducati   |
| 2005 | Motegi | Mika Kallio      | KTM      | Hiroshi Aoyama   | Honda    | Loris Capirossi | Ducati   |
| 2004 | Motegi | Andrea Dovizioso | Honda    | Daniel Pedrosa   | Honda    | Makoto Tamada   | Honda    |
| 2003 | Suzuka | Stefano Perugini | Aprilia  | Manuel Poggiali  | Aprilia  | Valentino Rossi | Honda    |
| 2002 | Suzuka | Arnaud Vincent   | Aprilia  | Osamu Miyazaki   | Yamaha   | Valentino Rossi | Honda    |

| Rok  | Tor    | 125 cm3           | 125 cm3  | 250 cm3          | 250 cm3  | 500 cm3           | 500 cm3  |
| Rok  | Tor    | Kierowca          | Motocykl | Kierowca         | Motocykl | Kierowca          | Motocykl |
| ---- | ------ | ----------------- | -------- | ---------------- | -------- | ----------------- | -------- |
| 2001 | Suzuka | Masao Azuma       | Honda    | Daijirō Katō     | Honda    | Valentino Rossi   | Honda    |
| 2000 | Suzuka | Youichi Ui        | Derbi    | Daijirō Katō     | Honda    | Norifumi Abe      | Yamaha   |
| 1999 | Motegi | Masao Azuma       | Honda    | Shin’ya Nakano   | Yamaha   | Kenny Roberts Jr. | Suzuki   |
| 1998 | Suzuka | Kazuto Sakata     | Aprilia  | Daijirō Katō     | Honda    | Max Biaggi        | Honda    |
| 1997 | Suzuka | Noboru Ueda       | Honda    | Daijirō Katō     | Honda    | Michael Doohan    | Honda    |
| 1996 | Suzuka | Masaki Tokudome   | Aprilia  | Max Biaggi       | Aprilia  | Norifumi Abe      | Yamaha   |
| 1995 | Suzuka | Haruchika Aoki    | Honda    | Ralf Waldmann    | Honda    | Daryl Beattie     | Suzuki   |
| 1994 | Suzuka | Takeshi Tsujimura | Honda    | Tadayuki Okada   | Honda    | Kevin Schwantz    | Suzuki   |
| 1993 | Suzuka | Dirk Raudies      | Honda    | Tetsuya Harada   | Yamaha   | Wayne Rainey      | Yamaha   |
| 1992 | Suzuka | Ralf Waldmann     | Honda    | Luca Cadalora    | Honda    | Michael Doohan    | Honda    |
| 1991 | Suzuka | Noboru Ueda       | Honda    | Luca Cadalora    | Honda    | Kevin Schwantz    | Suzuki   |
| 1990 | Suzuka | Hans Spaan        | Honda    | Luca Cadalora    | Yamaha   | Wayne Rainey      | Yamaha   |
| 1989 | Suzuka | Ezio Gianola      | Honda    | John Kocinski    | Yamaha   | Kevin Schwantz    | Suzuki   |
| 1988 | Suzuka |                   |          | Anton Mang       | Honda    | Kevin Schwantz    | Suzuki   |
| 1987 | Suzuka |                   |          | Masaru Kobayashi | Honda    | Randy Mamola      | Yamaha   |

| Rok  | Tor    | 50 cm3           | 50 cm3   | 125 cm3       | 125 cm3  | 250 cm3          | 250 cm3  | 350 cm3       | 350 cm3   |
| Rok  | Tor    | Kierowca         | Motocykl | Kierowca      | Motocykl | Kierowca         | Motocykl | Kierowca      | Motocykl  |
| ---- | ------ | ---------------- | -------- | ------------- | -------- | ---------------- | -------- | ------------- | --------- |
| 1967 | Fuji   | Mitsuo Itoh      | Suzuki   | Bill Ivy      | Yamaha   | Ralph Bryans     | Honda    | Mike Hailwood | Honda     |
| 1966 | Fuji   | Yoshimi Katayama | Suzuki   | Bill Ivy      | Yamaha   | Hiroshi Hasegawa | Yamaha   | Phil Read     | Yamaha    |
| 1965 | Suzuka | Luigi Taveri     | Honda    | Hugh Anderson | Suzuki   | Mike Hailwood    | Honda    | Mike Hailwood | MV Agusta |
| 1964 | Suzuka | Ralph Bryans     | Honda    | Ernst Degner  | Suzuki   | Jim Redman       | Honda    | Jim Redman    | Honda     |
| 1963 | Suzuka | Luigi Taveri     | Honda    | Frank Perris  | Suzuki   | Jim Redman       | Honda    | Jim Redman    | Honda     |
| 1962 | Suzuka | Tommy Robb       | Honda    | Tommy Robb    | Honda    | Jim Redman       | Honda    | Jim Redman    | Honda     |